# Sovari
Sovari is een plaats in de gemeente Čazma in de Kroatische provincie Bjelovar-Bilogora. De plaats telt 95 inwoners (2001).